# Wellsburg, West Virginia
Wellsburg är administrativ huvudort i Brooke County i West Virginia i USA. Orten har fått sitt namn efter Alexander Wells som var svärson till grundaren Charles Prather. Enligt 2010 års folkräkning hade Wellsburg 2 805 invånare.